# Henri Moke
Henri Guillaume Moke (Le Havre, 11 januari 1803 - Gent, 29 december 1862) was een Belgisch historicus en hoogleraar.

## Levensloop
Moke was een zoon van de uit Torhout afkomstige taalleraar Jean-Jacques Moke (1777-1857) die in Frankrijk werkte, onder meer in Parijs en Le Havre, en die getrouwd was met de Duitse Maria-Magdalena Segnitz († 1845). Een zus van Henri was de beroemde pianiste Marie Moke-Pleyel (1811-1875). Hij trouwde in 1828 in Brugge met Elisabeth Van Kerssen. Hun zoon Guillaume overleed in 1845.
Moke volgde middelbaar onderwijs aan het Lycée Louis-le-Grand in Parijs. Hij studeerde verder wijsbegeerte en letteren aan de rijksuniversiteit van Leuven en Gent. Van 1824 tot 1826 was hij retoricaleraar aan het atheneum in Brugge, maar nam ontslag wegens een geschil met het stadsbestuur.
Hij manifesteerde zich als Oranjegezinde door het redacteurschap op te nemen van het in 1829 gestichte Brusselse blad Le National. In 1830 trok hij zich in Brugge terug en begaf zich aan archievenonderzoek.
In 1835 werd hij benoemd tot buitengewoon hoogleraar aan de Rijksuniversiteit Gent en van 1838 tot 1842 ook aan de École du Génie Civil. In 1840 werd hij lid van de Académie royale de Belgique.
Moke werd een erkend historicus. Hij was ook de eerste in de Nederlanden om zich, in het voetspoor van sir Walter Scott, op het pad van de historische romans te begeven.

## Publicaties
- Gueux de mer, ou la Belgique sous le duc d'Albe, historische roman, 1827
- Les Gueux des bois ou les patriotes belges de 1599, historische roman, 1828
- La Bataille de Navarin ou le Renégat, historische roman, 1832
- Histoire des Francs, 1835 (online)
- Histoire de la Belgique, 1839
- Histoire des peuples américains, 1847
- Moeurs, usages fêtes et solennités des Belges, 1849 (online)
- Précis de l'histoire universelle, 1849
- La Belgique ancienne et ses origines gauloises, germaniques et francques, 1855 (online)
- Histoire de la littérature française: Du sort de la femme dans les temps anciens et modernes, 1860